# Quiévelon
Quiévelon là một xã ở trong tỉnh Nord ở miền bắc nước Pháp. Xã này có diện tích 4,35 km², dân số năm 1999 là 164 người. Xã nằm ở khu vực có độ cao trung bình 200 mét trên mực nước biển.